# Friedrich Adolf von Kalckreuth
Friedrich Adolf von Kalckreuth (Sotterhausen, 22 febbraio 1737 – Berlino, 10 giugno 1818) è stato un generale tedesco.
Fu governatore di Berlino, di Könisberg e di Breslavia.
Era figlio di Hans Ernst von Kalckreuth (1689-1739), signore di Polkowice, maggiore nel reggimento del Principato Elettorale di Sassonia di Sachsen-Weißenfels, e della di lui consorte Carlotta Antonia, nata von Bülow (1698-1739).

## Biografia
Kalckreuth venne cresciuto nel convitto del predicatore Perrault a Berlino. Il 25 gennaio 1752 entrò come Fahnenjunker nel Gardekorps e venne ivi nominato, il 15 luglio 1753 Kornett. Egli prese parte alla campagna militare 1756/63 e partecipò alla guerra dei sette anni ed a numerose battaglie.
Nel frattempo venne promosso tenente il 16 febbraio 1757 e il 1º  novembre 1758 divenne aiutante generale del principe Enrico di Prussia. Per il comportamento tenuto nella battaglia di Freiberg (29 ottobre 1762), Federico II lo promosse maggiore.
Kalckreuth condivise il comportamento critico di Enrico verso il fratello Federico e nel 1766, con il pretesto di un suo rapporto con la consorte del principe Enrico, venne trasferito nella Prussia orientale. Il re Federico Guglielmo lo riabilitò nel 1786, lo richiamò nella sua residenza e lo elevò al titolo di conte. Con l'intervento prussiano in Olanda del 1787 si dimostrò un abile comandante e nel 1790 fu promosso tenente generale.
Kalckreuth simpatizzava con i rivoluzionari francesi ed era contrario ad un'alleanza con l'Austria durante la prima coalizione. Tuttavia nella campagna contro la Francia si comportò con successo. Nel 1792 ottenne, mediante abili trattative con il generale francese Kellermann, che le truppe prussiane potessero ritirarsi indisturbate.  Successivamente egli diresse l'assedio di Magonza, che il 2 luglio 1793 portò alla capitolazione francese. Le condizioni per la resa francese furono trattate con il comandante francese generale François Ignace Ervoil d'Oyré, che previdero un capitolazione con onore.
Negli anni successivi propugnò l'alleanza con Napoleone, che egli ammirava. Nella campagna del 1806 comandò la seconda divisione della riserva.
Kalckreuth non era d'accordo con la dichiarazione di questa guerra, criticò la conduzione dell'esercito e previde la catastrofica conclusione. Egli condusse una specie di "sciopero bianco", e gli venne rimproverato di aver fortemente contribuito alla sconfitta, da lui prevista, di Auerstedt. Nella ritirata Kalckreuth condusse ciò che restava dell'armata prussiana, ora sotto il suo comando, a nord, verso i monti dello Harz, ma dovette lasciare il comando al principe Hohenlohe, che il 28 ottobre capitolò a Prenzlau.
Intanto Kalckreuth era subentrato nel comando nella Prussia occidentale ed in quella orientale. Più tardi assunse la difesa di Danzica, ma dopo 76 giorni di assedio, il 24 maggio 1807, dovette consegnare la fortezza al maresciallo Lefebvre, che per quest'impresa venne gratificato da Napoleone con il titolo di "duca di Danzica". Con Lefebvre vennero trattate le condizioni di resa, che ricalcarono quelle ottenute dai francesi a Magonza nel 1793 e Kalckreuth poté così ritirarsi con le sue truppe nella Prussia orientale.
Dopo la battaglia di Friedland Kalckreuth concluse il 25 giugno l'armistizio di Tilsit, preludio al successivo trattato di pace. In queste trattative Kalckreuth fu giocato dal suo interlocutore, il maresciallo Berthier, che lo adulò e fece leva sui suoi sentimenti di ammirazione per Napoleone.
Comunque il valore dimostrato nella difesa di Danzica gli valse la nomina a feldmaresciallo e successivamente quella di governatore di Königsberg, due anni dopo di Berlino, nel 1812 di Breslavia e nel 1814 nuovamente di Berlino.
Nelle guerre di liberazione prussiana (Befreiungskriege) egli non ebbe più alcun ruolo. Egli apparteneva ai tempi di Federico II, era affezionato al razionalismo ed alla cultura francese ed ostile all'insorgente nazionalismo. Egli non temeva la pubblicità e sosteneva i suoi punti di vista. A causa dei molti nemici che si era fatto, egli venne diversamente giudicato; il suo ultimo oggetto di derisione fu la "teutonica" gioventù ben disposta verso la Befreiungskrieg (Guerra di liberazione).
Al suo nome sono state dedicate vie a Berlino - Schöneberg ed a Morlautern.

## Matrimoni e discendenza
Kalckreuth sposò il 13 marzo 1767 Carlotta, nata von Morien (1726 - 1768), dama di corte del principe Enrico; dal matrimonio nacque nel 1768:
- Guglielmina, che sposò poi Augusto Guglielmo Leopoldo Eugenio, conte di Schlabrendorff, direttore dell'Accademia di Cavalleria di Liegnitz.

Dopo il decesso di Carlotta, egli sposò in seconde nozze, il 22 gennaio 1781, Carlotta Enrichetta Sofia di Rohd (1756 - 1829), figlia di Jakob Friedrich von Rohd (1703-1784), commerciante e diplomatico prussiano, e di Antonia Guglielmina di Wallenrodt. La coppia ebbe tre figli: 
- Friedrich Wilhelm Emil (1782 - 1857), che sposò la nobile Eleonora Massimiliana Sandreczki de Sandraschütz (1783 - 1812) e in seconde nozze Luisa Fedrica Giovanna Enrichetta von Stechow (1797 -  1846)
- Sofia Carlotta († 1783)
- Friedrich Ernst Adolf Karl